# 平松賢人
平松賢人（1994年11月24日—）是日本的演員、藝人， 中京圈的當地男子團體BOYS AND MEN的成員之一。暱稱為けんちゃん
愛知県出身。隸屬於FORTUNE ENTERTAINMENT INC.。。身高175cm。在BOYS AND MEN中的代表色為黃色。